# Jane Kaczmarek
Jane Kaczmarek (Milwaukee, Wisconsin, 1955. december 21. –) amerikai színésznő. 
Legismertebb alakítása a 2000 és 2006 között futó Már megint Malcolm című televíziós sorozatban volt. Lois szerepében háromszor jelölték Golden Globe-, kétszer Screen Actors Guild- és hétszer Primetime Emmy-díjra.

## Élete és pályafutása
Tanárnak készült, a Wisconsini Egyetemen tanult. Az egyetemen találkozott Tony Shalhoubbal, aki a színészi pályát ajánlotta neki. 

## Magánélete
1990-ben ismerkedett meg Bradley Whitford színésszel. 1992-ben házasságot kötöttek, 2009-ben elváltak. Három gyermekük született: Frances, George és Mary Louisa. 

## Filmográfia

### Film
| Év   | Magyar cím           | Eredeti cím        | Szerep               | Magyar hang    |
| ---- | -------------------- | ------------------ | -------------------- | -------------- |
| 1983 | Különleges küldetés  | Uncommon Valor     | Mrs. Wilkes          |                |
| 1984 | Zuhanás a szerelembe | Falling in Love    | Ann Raftis           | Andresz Kati   |
| 1985 | Az őrangyal          | The Heavenly Kid   | Emily Barnes         |                |
| 1985 |                      | Door to Door       | Katherine Holloway   |                |
| 1988 | Holtan érkezett      | D.O.A.             | Gail Cornell         | Pápai Erika    |
| 1988 | Egymás bőrében       | Vice Versa         | Robyn Seymour        | Csere Ágnes    |
| 1989 | Fiús játékok         | All's Fair         | Linda                | Kocsis Mariann |
| 1996 | Siralomház           | The Chamber        | Dr. Anne Biddows     | Németh Borbála |
| 1996 |                      | Wildly Available   | Rita Goodman         |                |
| 1998 | Pleasantville        | Pleasantville      | David anyja          | Hirling Judit  |
| 2015 |                      | The Boat Builder   | Katherine            |                |
| 2016 | Farkasok az ajtónál  | Wolves at the Door | Mary                 | Ősi Ildikó     |
| 2017 | Bukós szakasz        | CHiPs              | Jane Lindel százados | Bertalan Ágnes |
| 2018 |                      | 6 Balloons         | Gayle                |                |

### Televízió
| Év        | Magyar cím                               | Eredeti cím                              | Szerep                         | Megjegyzések                                     |
| --------- | ---------------------------------------- | ---------------------------------------- | ------------------------------ | ------------------------------------------------ |
| 1983      | Egy kórház magánélete                    | St. Elsewhere                            | Sandy Burns                    | 3 epizód                                         |
| 1983      |                                          | Remington Steele                         | Barbara Troy Dannon            | 1 epizód                                         |
| 1983      |                                          | Scarecrow and Mrs. King                  | Penny                          | 1 epizód                                         |
| 1983–1984 |                                          | The Paper Chase                          | Connie Lehman                  | 8 epizód                                         |
| 1984      | Zsarublues                               | Hill Street Blues                        | Clara Pilksy rendőr            | 6 epizód                                         |
| 1984      | Apa és leánya                            | Something About Amelia                   | Mrs. Hall                      | tévéfilm                                         |
| 1984      |                                          | Crazy Like a Fox                         | Julie Floyd                    | próbaepizód                                      |
| 1985      |                                          | Hometown                                 | Mary Newell Abbott             | 10 epizód                                        |
| 1986      | Jog az élethez                           | The Right of the People                  | Alicia                         | - tévéfilm - magyar hangja: - Menszátor Magdolna |
| 1986      |                                          | The Christmas Gift                       | Susan                          | tévéfilm                                         |
| 1987      |                                          | I'll Take Manhattan                      | Nina Stern                     | minisorozat (2 epizód)                           |
| 1987      |                                          | The Three Kings                          | Dr. Paula Bolet                | tévéfilm                                         |
| 1988      |                                          | American Playhouse                       | Susan Glaspell                 | 1 epizód                                         |
| 1989      |                                          | Spooner                                  | Gail Archer                    | tévéfilm                                         |
| 1990–1991 |                                          | Equal Justice                            | Linda Bauer                    | 22 epizód                                        |
| 1993      |                                          | Big Wave Dave's                          | Karen Fisher                   | 6 epizód                                         |
| 1994      | Esküdt ellenségek                        | Law & Order                              | Janet Rudman                   | 1 epizód                                         |
| 1994      |                                          | L.A. Law                                 | Gershonwood ügyész             | 1 epizód                                         |
| 1994      |                                          | Without Warning                          | Dr. Caroline Jaffe             | tévéfilm                                         |
| 1994–1996 |                                          | ABC Afterschool Specials                 | Mary Reed / Nancy Gallagher    | 2 epizód                                         |
| 1995      | Kisvárosi rejtélyek                      | Picket Fences                            | Janice Neiman                  | 1 epizód                                         |
| 1995–1999 | Ötösfogat                                | Party of Five                            | Helene Thompson                | 3 epizód                                         |
| 1996      | Angyali érintés                          | Touched by an Angel                      | Bonnie Bell                    | 1 epizód                                         |
| 1996      |                                          | Apollo 11                                | Jan Armstrong                  | tévéfilm                                         |
| 1996–1997 | Cybill                                   | Cybill                                   | Holly                          | 5 epizód                                         |
| 1996–1997 | Frasier – A dumagép                      | Frasier                                  | Maureen Cutler                 | 2 epizód                                         |
| 1997      | Ügyvédek                                 | The Practice                             | Pamela Boyd                    | 2 epizód                                         |
| 1999      | Felicity                                 | Felicity                                 | Carol Anderson                 | 5 epizód                                         |
| 2000–2006 | Már megint Malcolm                       | Malcolm in the Middle                    | Lois                           | főszereplő (151 epizód)                          |
| 2001–2010 | A Simpson család                         | The Simpsons                             | Constance Harm bírónő (hangja) | 8 epizód                                         |
| 2006–2007 | Bagoly mondja                            | Help Me Help You                         | Anne Hoffman                   | 6 epizód                                         |
| 2008–2009 |                                          | Raising the Bar                          | Trudy Kessler bírónő           | 23 epizód                                        |
| 2010      |                                          | Reviving Ophelia                         | Marie                          | tévéfilm                                         |
| 2011      |                                          | Wilfred                                  | Beth                           | 1 epizód                                         |
| 2011–2012 | Whitney élete                            | Whitney                                  | Candi                          | 3 epizód                                         |
| 2012–2013 | A semmi közepén                          | The Middle                               | Sandy Armwood                  | 2 epizód                                         |
| 2012–2015 | Jake és Sohaország kalózai               | Jake and the Never Land Pirates          | Red Jessica (hangja)           | 12 epizód                                        |
| 2013      | Esküdt ellenségek: Különleges ügyosztály | Law & Order: Special Victims Unit        | Pam James körzeti ügyész       | 1 epizód                                         |
| 2014      | Phineas és Ferb                          | Phineas and Ferb                         | Denise (hangja)                | 1 epizód                                         |
| 2014–2015 |                                          | Us & Them                                | Pam                            | 7 epizód (nem került adásba)                     |
| 2014–2017 |                                          | Playing House                            | Gwen Crawford                  | 7 epizód                                         |
| 2015      |                                          | The McCarthys                            | Eileen                         | 1 epizód                                         |
| 2015      | Rémálomgyár                              | Big Time in Hollywood, FL                | Dr. Moore                      | - 2 epizód - magyar hangja: - Ősi Ildikó         |
| 2015      | Penn Zero, a félállású hős               | Penn Zero: Part-Time Hero                | Jackie edző (hangja)           | 1 epizód                                         |
| 2016      | Agymenők                                 | The Big Bang Theory                      | Dr. Gallow                     | 1 epizód                                         |
| 2016      |                                          | Cooper Barrett's Guide to Surviving Life | Cindy Barrett                  | 1 epizód                                         |
| 2018      | Állatok                                  | Animals.                                 | bírónő (hangja)                | 1 epizód                                         |
| 2018      | Rólunk szól                              | This Is Us                               | Mrs. Philips                   | 1 epizód                                         |
| 2019      | Trollok – A dallam szól tovább           | Trolls: The Beat Goes On!                | Mom Cloud (hangja)             | 1 epizód                                         |
| 2019      |                                          | Carol's Second Act                       | Phyllis                        | 1 epizód                                         |
| 2019      |                                          | Mixed-ish                                | Eleanor                        | 1 epizód                                         |

## Fordítás
- Ez a szócikk részben vagy egészben  a   Jane Kaczmarek című angol Wikipédia-szócikk fordításán alapul.  Az eredeti cikk szerkesztőit annak laptörténete sorolja fel. Ez a jelzés csupán a megfogalmazás eredetét és a szerzői jogokat jelzi, nem szolgál a cikkben szereplő információk forrásmegjelöléseként.

## További információ
- Jane Kaczmarek a PORT.hu-n (magyarul)
- Jane Kaczmarek az Internetes Szinkronadatbázisban (magyarul)
- Jane Kaczmarek az Internet Movie Database-ben (angolul)
- Jane Kaczmarek a Rotten Tomatoeson (angolul)